# سلومر
سلومر (به بلغاری: Slomer) یک منطقهٔ مسکونی در بلغارستان است که در استان ولیکو تارنوو واقع شده‌است.
 سلومر ۳۵٫۱۲۳ کیلومتر مربع مساحت و ۵۳۱ نفر جمعیت دارد.